# Formosa Youth
Baodao Shaonian (xinès tradicional: 寶島少年週刊, pinyin: Bǎodǎo Shàonián Zhōukān, literalment 'Setmanari juvenil de l'illa del Tresor', en anglés: Formosa Youth) és una revista setmanal dedicada al còmic. Es publica a Taiwan per l'editorial Tong Li.
El primer número va eixir el 19 de setembre del 1992, coincidint amb l'inici de les noves lleis de copyright a Taiwan, ja que fins a la data la majoria de manga estranger es publicava al país sense llicència.
La publicació té llicència de Shueisha, i publica gran part del contingut de Weekly Shonen Jump, a més de sèries de manhua pròpies.
El 30 de juny de 2014 va canviar la data de publicació, del dimecres al dilluns, per tal de sincronitzar els seus continguts amb els de l'edició original japonesa de Shonen Jump.